# Hauwa Ibrahim
Hauwa Ibrahim (ur. 1968) – nigeryjska adwokat i obrończyni praw człowieka.

## Wyróżnienia
W 2005 roku została uhonorowana Nagrodą Sacharowa.